# Общественность против насилия
Общественность против насилия (словац. Verejnosť proti násiliu, ОПН) — общественно-политическая организации периода Бархатной революции на территории Словакии, выступавшая в поддержку демократических преобразований. Организация имела тесные связи с Гражданским форумом, действовавшим на территории Чехии; обе организации рассматривали себя как «суверенные представители чешского и словацкого гражданского движения».
Организация была создана под непосредственным влиянием жестокого разгона мирной студенческой демонстрации в Праге 17 ноября 1989 года. 19 ноября в Братиславе в помещении группы «Художественная беседа» начался сбор подписей под резолюцией против разгона демонстрации, благодаря чему было сформировано ядро будущей организации. Резолюция осуждала жестокий разгон демонстрации, требовала расследовать произошедшее и провести «очистку общественной жизни от сталинских элементов и их методов». На следующий день от имени ОПН было принято заявление о целях и задачах организации («начало общественного диалога и реальная демократия»); в дальнейшем ОПН поддержала программу Гражданского форума. ОПН в первые же дни после создания установила контакты с Гражданским форумом. На встрече Вацлава Гавела и представителя Координационного комитета ОПН Петра Заяца Гавел передал записанное на магнитофоне «Обращение к словацкому народу». Все эти дни в Братиславе не прекращались массовые демонстрации (преимущественно студенческие) против политики властей, а 22 ноября на демонстрации в Братиславе собралось 100 000 человек, которые приняли «Обращение граждан к председателю правительства Словацкой Социалистической Республики». 23 ноября на демонстрации в Братиславе выступил Александр Дубчек, поддержавший требования ОПН. 25 ноября ОПН и Координационный комитет университетов Словакии приняли совместное заявление, требовавшее проведения свободных выборов, обеспечения свободы предпринимательства, а также свободы передвижения, собраний, объединений и всех остальных конституционных прав и свобод, отмены руководящей роли КПЧ и др.
26 ноября правительство начало переговоры с оппозицией, и до 9 декабря состоялось девять серий переговоров с участием партийно-государственной верхушки, Гражданского форума и ОПН. Делегацию ОПН в переговорах возглавлял Ян Чарногурский. К концу декабря программа ОПН стала отличаться большим радикализмом как по сравнению с прежними программами, так и с синхронными программными документами ГФ: ОПН требовала немедленного проведения свободных выборов, в то время как ГФ лишь констатировал их необходимость. В дальнейшем ОПН принимала активное участие в многосторонних переговорах с партийно-государственной верхушкой, хотя бо́льшую активность проявлял Гражданский форум. С 9 декабря 1989 года ОПН участвовала в «круглом столе», где участвовали все крупнейшие политические силы.
6 декабря оппозиция на встрече с властями внесла предложение о составе нового правительства, где два места было отведено для ОПН — Ян Чарногурский должен был стать вице-премьером, министром юстиции и внутренних дел, Мирослав Кусы — министром иностранных дел. В январе 1990 в ОПН вступил премьер-министр Чехословакии Мариан Чалфа.
На выборах 8-9 июня 1990 года ОПН получила 991 285 (19,35%) голосов и 48 из 150 мест в Словацком национальном собрании. К выборам 1992 года ОПН прекратила существование. На её базе было создано две партии — Движение за демократическую Словакию Владимира Мечьяра и Гражданский демократический союз.